# Harry McPherson

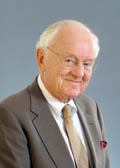
Harry McPherson

Harry Cummings McPherson, Jr. (* 22. August 1929 in Tyler, Texas; † 16. Februar 2012 in Bethesda, Maryland) war ein US-amerikanischer Jurist, der unter anderem von 1965 bis 1969 Rechtsberater des Weißen Hauses war.

## Leben

### Studium sowie Mitarbeiter im Senat und in Ministerien
Nach dem Schulbesuch begann McPherson ein Studium an der Southern Methodist University und setzte dieses an der University of the South fort, wo er 1949 einen Bachelor of Arts (B.A.) erwarb. Nachdem er anschließend bis 1950 ein Studium der Literaturwissenschaften an der Columbia University absolvierte, leistete er seinen Militärdienst als Offizier im Nachrichtendienst der US Air Force. Nach seinem Ausscheiden aus dem Militär studierte er Rechtswissenschaften an der University of Texas und schloss dieses Studium 1956 mit einem Bachelor of Laws (LL.B.) ab und erhielt seine anwaltliche Zulassung in Texas (State Bar of Texas).
Im Anschluss wurde McPherson, der Mitglied der Demokratischen Partei war, 1956 zunächst Assistent des Rechtsberaters im Stab des Politischen Komitees der Demokratischen Partei im US-Senat. Nachdem er anschließend dort zwischen 1959 und 1961 Beigeordneter Rechtsberater war, fungierte er von 1961 bis 1963 als Rechtsberater dieses Politischen Komitees.
Nach Beendigung dieser Tätigkeit wurde er 1963 stellvertretender Unterstaatssekretär (Deputy Under Secretary) für internationale Angelegenheiten im Heeresministerium (US Department of the Army) sowie danach von 1964 bis 1965 Assistent des Außenministers (Assistant Secretary of State) für Bildung und Kulturangelegenheiten.

### Rechtsberater und Anwaltstätigkeit
1965 wurde er von US-Präsident Lyndon B. Johnson zum Rechtsberater des Weißen Hauses (White House Counsel) ernannt und bekleidete diese Funktion bis 1969.
Nach seinem Ausscheiden aus dem Regierungsdienst war McPherson, der auch eine anwaltliche Zulassung in Washington, D.C. (District of Columbia Bar) besaß, zwischen 1969 und 2002 Partner der Anwaltskanzlei Verner, Liipfert, Bernhard, McPherson and Hand. Neben dieser Tätigkeit war er zwischen 1969 und 1974 auch Trustee des Woodrow Wilson International Center for Scholars und danach von 1974 bis 1977 Mitglied des Vorstands des Council on Foreign Relations. Ferner fungierte er zwischen 1976 und 1991 als Rechtsberater des John F. Kennedy Center for the Performing Arts.
1979 berief ihn US-Präsident Jimmy Carter in die Präsidialkommission zur Untersuchung des Unfalls im Kernkraftwerk Three Mile Island am 28. März 1979. Später war McPherson neben seiner anwaltlichen Tätigkeit von 1983 bis 1988 Präsident des 1954 gegründeten Federal City Council sowie zwischen 1992 und 1999 auch Präsident des Wirtschaftsklub von Washington, D.C. (Economic Club of Washington, D.C.). Darüber hinaus war er 1993 Mitglied der Kommission für die Schließung und Neuausrichtung der Militärbasen (US Base Closure and Realignment Commission).
Nach dem Zusammenschluss der Kanzlei Verner, Liipfert, Bernhard, McPherson and Hand mit DLA Piper, eine der weltweit größten Anwaltskanzleien, im Jahr 2002 wurde er Seniorberater von DLA Piper und übte diese Funktion bis zu seinem Tod aus.

## Veröffentlichungen
- A Political Education: A Journal of Life with Senators, Generals, Cabinet Members and Presidents, Autobiografie, 1972

| Vorgänger           | Amt                                                                         | Nachfolger      |
| ------------------- | --------------------------------------------------------------------------- | --------------- |
| Lucius Battle       | Assistant Secretary of State for Educational and Cultural Affairs 1964–1965 | Charles Frankel |
| Milton Philip Semer | Rechtsberater des Weißen Hauses 1966–1967                                   | Larry Temple    |